# Яковенко, Николай Петрович
Николай Петрович Яковенко (1913 год, Туркестанский край, Российская империя — 23 октября 1993 год, с. Бауыржан Момышулы, Жуалынский район, Казахстан) — председатель колхоза «Комсомольская правда», Герой Социалистического Труда (1948).

## Биография
Родился в 1913 году в Туркестанском крае.
В 1930 году вступил в колхоз. В 1945 году был назначен председателем колхоза «Комсомольская правда» Жуалынского района Южно-Казахстанской области.
За выдающиеся результаты колхоза «Комсомольская правда» был удостоен в 1948 году звания Героя Социалистического Труда.

## Награды
- Герой Социалистического Труда (1948);
- Орден Ленина (1948).